# Det magiska svärdet – Kampen om Camelot
Det magiska svärdet – Kampen om Camelot är en amerikansk animerad film från 1998.

## Handling
Kayley är en modig tjej som drömmer om att bli en av Riddarna kring runda bordet, precis som hennes far var. När den onde Ruber invaderar Camelot för att erövra tronen från Kung Arthur måste Kayley stoppa honom.

## Om filmen
Det magiska svärdet – Kampen om Camelot regisserades av Frederik Du Chau.
Filmen belönades med en Golden Globe för bästa sång. Det var Céline Dions "The Prayer" som prisades och samma låt nominerades även till en Oscar.

## Rollista (urval)

### Originalröster
- Jessalyn Gilsig - Kayley
- Cary Elwes - Garrett
- Gary Oldman - Sir Ruber
- Eric Idle - Devon
- Don Rickles - Cornwall
- Jane Seymour - Juliana
- Pierce Brosnan - kung Arthur
- Bronson Pinchot - Griffin
- Jaleel White - Bladebeak
- Gabriel Byrne - Sir Lionel
- John Gielgud - Merlin
- Frank Welker - Ayden
- Sarah Rayne - Kayley som ung
- Andrea Corr - Kayleys sångröst
- Bryan White - Garretts sångröst
- Céline Dion - Julianas sångröst
- Steve Perry - kung Arthurs sångröst

### Svenska röster
- Myrra Malmberg - Kayley
- Niklas Andersson - Garrett
- Tommy Nilsson - Sir Ruber
- Ulf Larsson - Cornwall
- Håkan Mohede - Devon
- Lena Ericsson - Juliana
- Fredrik Dolk - kung Arthur
- Stefan Frelander - Griffin
- Andreas Nilsson - Bladebeak
- Kenneth Milldoff - Lionel
- Dan Bratt - Merlin/kung Arthurs sångröst
- Elina Raeder - Kayley som ung
- Aksel Hennie - Garrett som ung